# Taung
Taung, também conhecida como Ramotswa Station, é uma vila localizada no Distrito do Sudeste em Botswana. Possuía, em 2011, uma população estimada de 4 250 habitantes.